# Iltis (Schiff, 1906)
Der Hilfskreuzer Iltis wurde 1906 als Frachtschiff Gutenfels für die DDG Hansa gebaut.
Zu Beginn des Ersten Weltkriegs wurde es 1914 in Ägypten von Großbritannien beschlagnahmt.
1917 wurde das inzwischen in Turritella umbenannte Schiff vom Hilfskreuzer Wolf im Indischen Ozean aufgebracht und kurzzeitig als deutscher Hilfsminenleger Iltis gegen Aden eingesetzt.

## Schiff
Die zweite Gutenfels der DDG Hansa gehörte zu den acht Schiffen der Rheinfels-Klasse, die 1905 bis 1907 bei Swan, Hunter & Wigham Richardson (Rheinfels, Braunfels, Rotenfels, Rauenfels), der Flensburger Schiffbau-Gesellschaft (Gutenfels, Stolzenfels), Joh. C. Tecklenborg (Lindenfels) und AG Weser (Uhenfels) für die DDG Hansa gebaut worden waren.
Das 10.700 t verdrängende und 5.528 BRT große Schiff lief am 18. November 1905 bei der Flensburger Schiffbau-Gesellschaft unter dem Namen Gutenfels vom Stapel. Es war 135 Meter lang und 17 Meter breit und hatte 6,3 Meter Tiefgang. Seine Höchstgeschwindigkeit betrug 11 Knoten.
Bei Kriegsbeginn wurden sechs Frachter der Klasse von der britischen Marine in Port Said, Perim, Bombay, Kalkutta und Sydney beschlagnahmt oder aufgebracht. Die Rauenfels hatte Zuflucht in dem bis 1917 neutralen Brasilien gefunden, die Uhenfels im neutralen Niederländisch-Indien.

## Geschichte

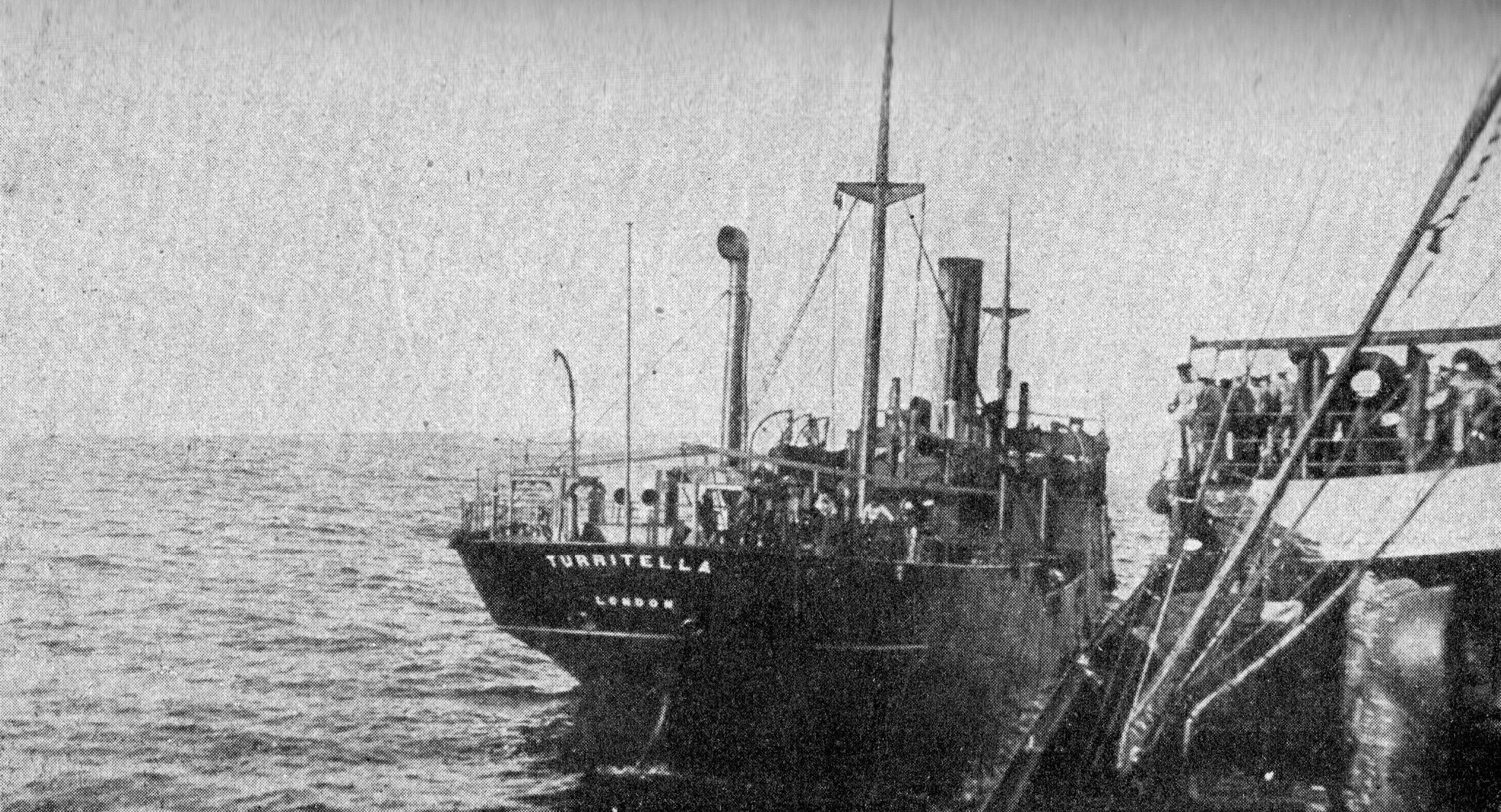
Am 27. Februar 1917 bringt der deutsche Hilfskreuzer Wolf im Indischen Ozean den britischen Dampfer Turritella auf und stellt ihn anschließend als Hilfskreuzer Iltis in Dienst.

Bei Ausbruch des Ersten Weltkriegs befand sich die Gutenfels in Port Said, Ägypten. Sie wurde von Großbritannien als Feindbesitz beschlagnahmt und zunächst unter dem Namen Polavon, dann 1916 als Tankschiff Turritella (Tanker 147) unter der Regie der Anglo-Saxon Petroleum Company Ltd. für die Royal Navy in Dienst genommen.

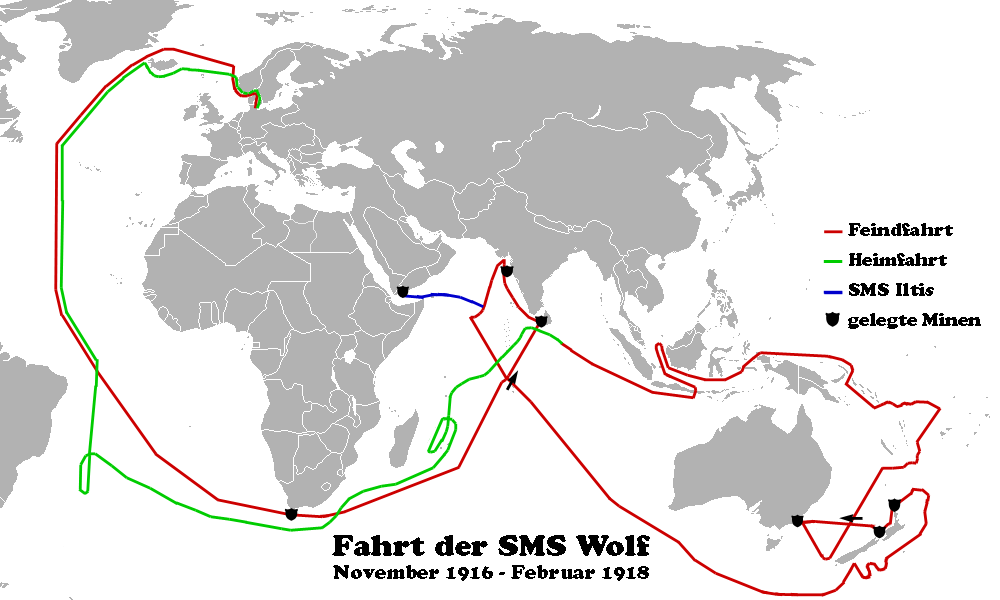
Routen der Wolf (rot/grün) und Iltis (blau)

Am 27. Februar 1917 um 06:25 Uhr sichtete der deutsche Hilfskreuzer Wolf westlich von Colombo, der vor dem Krieg ebenfalls der Hansa-Linie gehört hatte, die Turritella im Indischen Ozean. Nach einer kurzen Verfolgung wurde die Turritella um 08:00 Uhr auf der Position 8° 40′ N, 63° 15′ O mit einem Schuss vor den Bug angehalten. Sie wurde sofort mit einer 5,2-cm-Kanone und 25 Seeminen unter dem Namen Iltis zum Hilfskreuzer umgerüstet. Kommandant des Schiffs wurde der Erste Offizier der Wolf, Kapitänleutnant Iwan Brandes. Die Besatzung bestand aus 27 Angehörigen der Wolf sowie einer größeren Anzahl von Chinesen, die zur ursprünglichen britischen Besatzung gehörten und nun für deutsche Dienste angeworben wurden. Die Iltis sollte die Minen vor Aden legen und dann so lange wie möglich auf eigene Faust Handelskrieg führen.

### Namensgebung
Zur Indienststellung und Umbenennung des Schiffes schrieb Fregattenkapitän Nerger, Kommandant der Wolf, folgendes:

„Kapitänleutnant Brandes, der 27 Mann, hauptsächlich Maschinen-, F.T.-, Signal- und Steuermannspersonal mitbekam, erhielt das Kommando über das neueste Schiff der deutschen Flotte, dem ich zur Erinnerung an die erste Gefechtstätigkeit in meinem Leben – ich hatte im Jahre 1900 auf dem ‚Iltis‘ als Oberleutnant unter dem jetzigen Admiral Lans an dem Kampf gegen die Takuforts teilgenommen – den Namen ‚Iltis‘ gab.“

### Verbleib

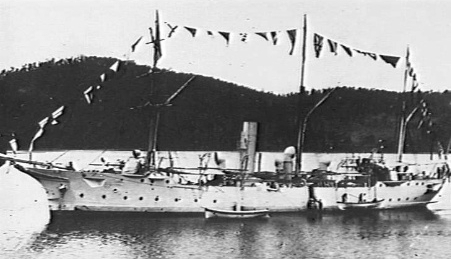
Die Clio, Schwesterschiff der Odin, 1905

Beim Legen der Minen wurde die Iltis am Morgen des 5. März 1917 von der britischen Sloop Odin der Cadmus-Klasse entdeckt, die mit sechs 10,2-cm-Kanonen bewaffnet war. Auch der schon einmal erfolgreich getäuschte Kreuzer Fox näherte sich erneut. In Anbetracht ihrer hoffnungslosen Unterlegenheit versenkte die Besatzung der Iltis ihr Schiff westsüdwestlich von Aden auf 12° 26′ N, 44° 12′ O selbst und wurde von der Besatzung der Odin aufgenommen. Sie kehrte zum Teil erst 1920, so wie Brandes selbst, aus der Kriegsgefangenschaft zurück. Sie war bis dahin im Internierungslager in Ahmednagar in Indien untergebracht.
Nach der Selbstversenkung gaben die chinesischen Besatzungsmitglieder den britischen Vernehmungsoffizieren eine präzise Beschreibung der Wolf, die das Operationsgebiet im Indischen Ozean aber kurz darauf verließ. Auf die von der Iltis ausgelegten Minen liefen noch zwei englische Dampfer auf: am 20. März 1917 der 5.064 BRT große Dampfer Danubian und im Januar 1918 die Hong Moy mit 3.910 BRT. Beide Schiffe konnten aber trotz der erlittenen Beschädigungen noch den Hafen von Aden erreichen.

### Schicksal der Schwesterschiffe
| Name            | Bauwerft               | BRT tdw   | Stapellauf in Dienst  | weiteres Schicksal |
| Rheinfels (2)   | Swan Hunter BauNr. 732 | 5512 8670 | 19.06.1905 1.08.1905  | 1914 in Bombay beschlagnahmt, 1922 Baxtergate, März 1930 aufgelegt, August 1933 Abbruch                                                                                                 |
| Gutenfels (2)   | Flensburg BauNr. 254   | 5576 8745 | 18.11.1905 16.01.1906 | 1914 in Port Said beschlagnahmt, 1917 von Wolf aufgebracht, als Hilfsschiff Iltis eingesetzt, am 5. März 1917 vor Aden selbst versenkt                                                  |
| Stolzenfels (3) | Flensburg BauNr. 255   | 5566 8780 | 6.01.1906 2.03.1906   | 1914 in Sydney beschlagnahmt: Dongarra, 1925: britische Kotka, 1927 Benvrackie, 1931 Abbruch in Japan                                                                                   |
| Braunfels (2)   | Swan Hunter BauNr. 760 | 5557 8650 | 22.06.1906 17.08.1906 | 1914 in Bombay beschlagnahmt, 1924 an Jugoslawien: Vidovdan, 15. Dezember 1939 in Niederländisch-Indien gestrandet, Totalverlust                                                        |
| Rotenfels       | Tecklenborg BauNr. 214 | 5584 8700 | 18.09.1906 8.11.1906  | 1914 in Kalkutta beschlagnahmt, 1925 Cape St.Martin, 1927 an Jugoslawien: Dujan Silni, 1925 China: Pei Ping, 1938 Japan: Genzan Maru, 9. November 1942 durch US-U-Boot Halibut versenkt |
| Lindenfels (2)  | Swan Hunter BauNr. 768 | 5476 8600 | 4.11.1906 18.12.1906  | 1914 vor Aden aufgebracht: Kingsmere, 1922 an Griechenland: Agios Ioannis, Dezember 1931 aufgelegt, Juni 1933 Abbruch Italien                                                           |
| Rauenfels       | Swan Hunter BauNr. 770 | 5476 8620 | 14.12.1906 5.02.1907  | 1914 in Brasilien, 1917 beschlagnahmt: Lages, 1920–1922 an Frankreich verliehen, 1927 Eigentum Lloyd Brasileiro, 27. September 1942 durch U 514 vor brasilianischer Nordküste versenkt  |
| Uhenfels        | AG Weser BauNr. 259    | 5577 8670 | 19.01.1907 6.04.1907  | 1914 in Tandjung / Niederländisch-Indien, Oktober 1918 an Niederlande: Bandoeng, Anfang 1931 aufgelegt und Ende des Jahres zum Abbruch verkauft                                         |